# Atherinopsis
Atherinopsis is een monotypisch geslacht van straalvinnige vissen uit de familie van Atherinidae.

## Soort
- Atherinopsis californiensis Girard, 1854